# Lawrence Yates Sherman

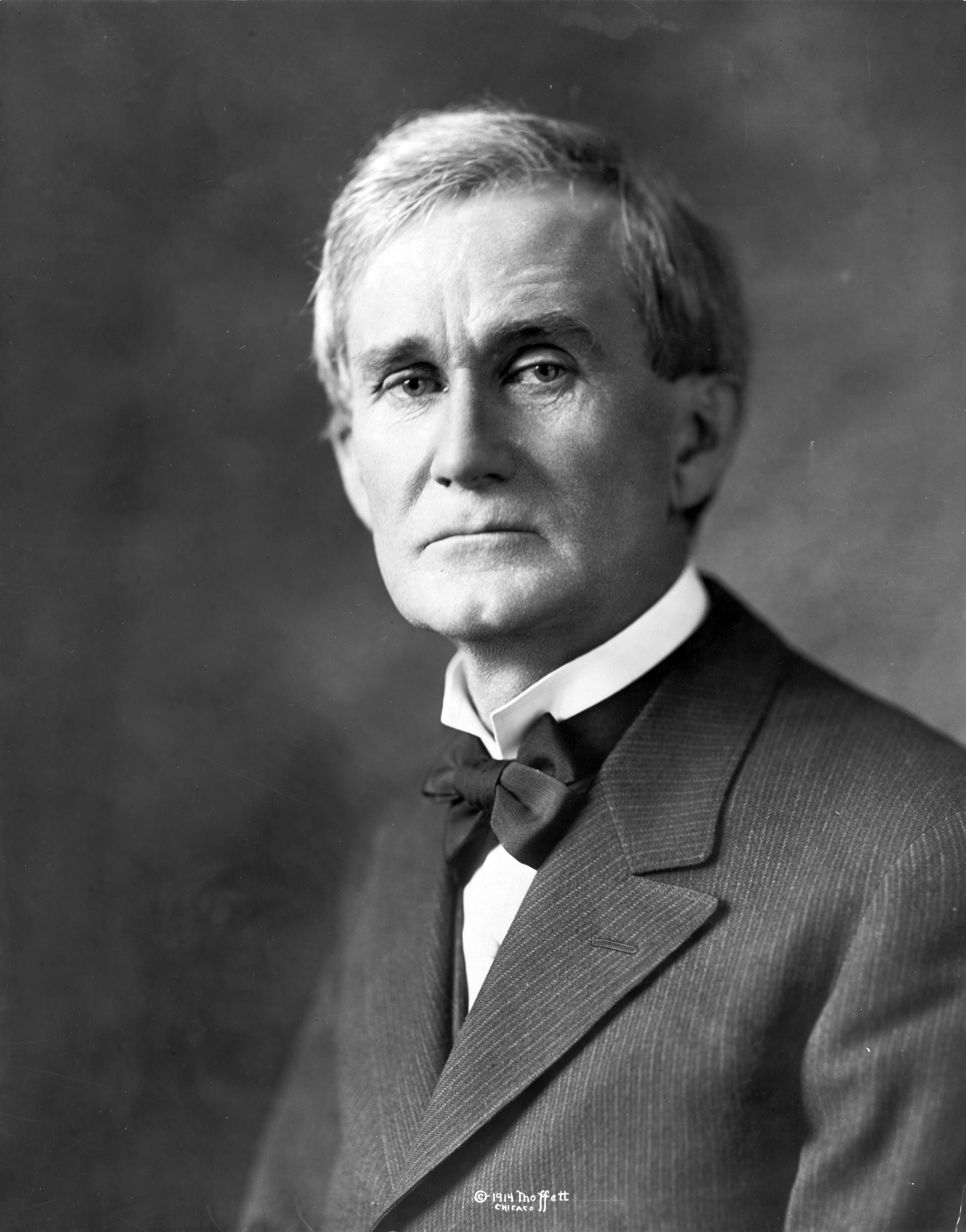
Lawrence Yates Sherman

Lawrence Yates Sherman (* 8. November 1858 bei Piqua, Ohio; † 15. September 1939 in Daytona Beach, Florida) war ein US-amerikanischer Politiker (Republikanische Partei), der den Bundesstaat Illinois im US-Senat vertrat.
Im Jahr 1859 verließen die Eltern von Lawrence Sherman mit ihrem kleinen Sohn Ohio und ließen sich in Illinois nieder. Dort besuchte der Junge die öffentlichen Schulen, eine Privatschule im Coles County und die McKendree University in Lebanon. Danach studierte er die Rechtswissenschaften, wurde 1882 in die Anwaltskammer des Staates aufgenommen und begann in Macomb zu praktizieren. Dort war er von 1885 bis 1887 Prozessanwalt der Stadt; zwischen 1886 und 1890 fungierte er als Richter im McDonough County.
Shermans politische Laufbahn begann mit der Mitgliedschaft im Repräsentantenhaus von Illinois von 1897 bis 1905; zwischen 1899 und 1903 war er als Nachfolger von Edward C. Curtis der Speaker der Kammer. 1905 wurde er dann zum Vizegouverneur des Staates gewählt, womit er gleichzeitig das Amt des Senatspräsidenten innehatte. Nach vier Jahren auf diesem Posten wurde er Präsident der staatlichen Verwaltungsbehörde für die öffentliche Wohlfahrt (Board of administration of public charities) und blieb dies bis 1913.
In der Folge arbeitete Sherman wieder kurzzeitig als Anwalt, ehe er am 26. März 1913 als Nachfolger von William Lorimer in den US-Senat gewählt wurde. Diesem war wegen des Vorwurfs der Wahlmanipulation das Mandat entzogen worden. Nach einer Wiederwahl im folgenden Jahr verblieb Sherman bis zum 3. März 1921 im Kongress; während dieser Zeit war er unter anderem Vorsitzender des Committee on the District of Columbia. Danach war er zunächst wieder als Anwalt in der Staatshauptstadt Springfield, ehe er seinem Beruf ab 1924 in Florida nachging. In seinem Wohnort Daytona Beach betätigte sich zudem im Investmentgewerbe, ehe er sich 1933 in den Ruhestand zurückzog.
Im Jahr 1956 wurde das Hauptverwaltungsgebäude der Western Illinois University in Macomb zu Ehren des 1939 verstorbenen Politikers in Sherman Hall umbenannt.